# تاج حيدر (سياسي)
تاج حيدر (8 مارس 1942 - 8 أبريل 2025) سياسي باكستاني يساري بارز، وكاتب مسرحي، وعالم رياضيات ومفكر ماركسي. وهو أحد الأعضاء المؤسسين لحزب الشعب الباكستاني وكان الأمين العام لحزب الشعب الباكستاني منذ عام 2010.
عمل في برنامج مشاريع القنبلة الذرية السرية في سبعينيات القرن العشرين. كما اشتهر بكتاباته للمسرحيات السياسية للتلفزيون الباكستاني من 1979 إلى 1985.